# Ceropegia verticillata
Ceropegia verticillata är en oleanderväxtart som beskrevs av P. S. Masinde. Ceropegia verticillata ingår i släktet Ceropegia och familjen oleanderväxter. Inga underarter finns listade i Catalogue of Life.